# Miguel Monay
Miguel Alejandro Monay (Rafaela, Provincia de Santa Fe, Argentina, 8 de junio de 1981) es un futbolista argentino. Juega como mediocampista central y su actual equipo es 9 de Julio de Rafaela del Torneo Regional.

## Clubes
| Club                     | País      | Año       |
| ------------------------ | --------- | --------- |
| 9 de Julio de Rafaela    | Argentina | 1997-2002 |
| Nuova AS Jesi Calcio     | Italia    | 2002-2003 |
| Quilmes                  | Argentina | 2003-2004 |
| Ben Hur de Rafaela       | Argentina | 2004-2005 |
| Almagro                  | Argentina | 2005-2006 |
| Ben Hur de Rafaela       | Argentina | 2006-2008 |
| Defensa y Justicia       | Argentina | 2008-2009 |
| Talleres de Córdoba      | Argentina | 2009-2011 |
| Gimnasia y Tiro de Salta | Argentina | 2011      |
| Santamarina de Tandil    | Argentina | 2012-2014 |
| Estudiantes de San Luis  | Argentina | 2014-2017 |
| 9 de Julio de Rafaela    | Argentina | 2018      |
| Ferrocarril del Estado   | Argentina | 2018      |
| 9 de Julio de Rafaela    | Argentina | 2019-?    |

## Palmarés
| Título             | Club                    | País      | Año  |
| ------------------ | ----------------------- | --------- | ---- |
| Torneo Argentino B | 9 de Julio de Rafaela   | Argentina | 2001 |
| Torneo Argentino A | Ben Hur de Rafaela      | Argentina | 2005 |
| Torneo Argentino A | Santamarina de Tandil   | Argentina | 2014 |
| Torneo Federal A   | Estudiantes de San Luis | Argentina | 2014 |